# Sukajadi (Bayung Lencir)
Sukajadi is een bestuurslaag in het regentschap Musi Banyuasin van de provincie Zuid-Sumatra, Indonesië. Sukajadi telt 2153 inwoners (volkstelling 2010).